# Municipio local de Ndlambe
El Municipio local de Ndlambe es un municipio perteneciente al distrito Sarah Baartman, en la provincia Oriental del Cabo, Sudáfrica. Su capital es Port Alfred, y comprende además de las poblaciones de Kenton-on-Sea, Boknes, Bathurst, Boesmansriviermond, Alexandria y Cannon Rocks.

## Localidades principales
Las localidades principales del municipio, según el censo de 2011 son:
| Localidad           | Código censal | Superficie (km²) | Población | Idioma principal |
| ------------------- | ------------- | ---------------- | --------- | ---------------- |
| Alexandria          | 20501         | 3,84             | 3087      | Afrikáans        |
| Bathurst            | 20502         | 8,45             | 600       | Inglés           |
| Boknesstrand        | 20503         | 1,09             | 216       | Afrikáans        |
| Cannon Rocks        | 20504         | 1,79             | 209       | Inglés           |
| Ekuphumleni         | 20505         | 1,10             | 3619      | Xhosa            |
| Kasuka              | 20506         | 1,17             | 96        | Xhosa            |
| Kenton-on-Sea       | 20507         | 7,45             | 5266      | Xhosa            |
| Kleinemonde         | 20508         | 5,74             | 18        | Xhosa            |
| Kwanonqubela        | 20509         | 0,81             | 4626      | Xhosa            |
| Nkwenkwezi          | 20511         | 3,35             | 14673     | Xhosa            |
| Nolukhanyo          | 20512         | 1,22             | 4961      | Xhosa            |
| Port Alfred         | 20513         | 19,02            | 6287      | Inglés           |
| Resto del municipio | 20510         | 1945,79          | 11833     | Xhosa            |